# Turkménistan aux Jeux olympiques d'été de 2024
Le Turkménistan participe aux Jeux olympiques de 2024 à Paris. Il s'agit de sa 8e participation à des Jeux olympiques d'été.
Les judokas Serdar Rahimov (en) et Maysa Pardayeva (en) sont les porte-drapeaux de la délégation turkmène.

## Nombre d’athlètes qualifiés par sport
Voici la liste des qualifiés et sélectionnés turkménistanais par sport (remplaçants compris) :
| Sport                                 | Hommes | Femmes | Total |
| ------------------------------------- | ------ | ------ | ----- |
| Athlétisme                            | -      | 1      | 1     |
| Haltérophilie                         | 1      | -      | 1     |
| Judo                                  | 1      | 1      | 2     |
| Sports aquatiques • Natation sportive | 1      | 1      | 2     |
| Total                                 | 3      | 3      | 6     |

## Résultats

### Athlétisme

#### Femmes
| Athlètes           | Épreuve | Tour préliminaire | Tour préliminaire | Premier tour | Premier tour | Demi-finales | Demi-finales | Finale   | Finale   |
| Athlètes           | Épreuve | Temps             | Rang              | Temps        | Rang         | Temps        | Rang         | Temps    | Rang     |
| ------------------ | ------- | ----------------- | ----------------- | ------------ | ------------ | ------------ | ------------ | -------- | -------- |
| Valentina Meredova | 100 m   | 12 s 01 SB        | 4e                | 11 s 95 SB   | 9e           | Éliminée     | Éliminée     | Éliminée | Éliminée |

### Haltérophilie
| Athlète              | Compétition     | Arraché  | Arraché | Épaulé-jeté | Épaulé-jeté | Total  | Rang |
| Athlète              | Compétition     | Résultat | Rang    | Résultat    | Rang        | Total  | Rang |
| -------------------- | --------------- | -------- | ------- | ----------- | ----------- | ------ | ---- |
| Davranbek Hasanbayev | Moins de 102 kg | 180 kg   | 6e      | 190 kg      | 10e         | 370 kg | 10e  |

### Judo
| Athlète        | Compétition    | 1er tour               | 2e tour              | Quart de finale     | Demi-finale         | Repêchage           | Finale / CB         | Rang    |
| Athlète        | Compétition    | Adversaire Résultat    | Adversaire Résultat  | Adversaire Résultat | Adversaire Résultat | Adversaire Résultat | Adversaire Résultat | Rang    |
| -------------- | -------------- | ---------------------- | -------------------- | ------------------- | ------------------- | ------------------- | ------------------- | ------- |
| Serdar Rahimov | Moins de 66 kg | Pedro Victoire 10 - 01 | Lima Défaite 00 - 10 | Éliminé             | Éliminé             | Éliminé             | Éliminé             | Éliminé |

| Athlète         | Compétition    | 1er tour             | 2e tour               | Quart de finale     | Demi-finale         | Repêchage           | Finale / CB         | Rang     |
| Athlète         | Compétition    | Adversaire Résultat  | Adversaire Résultat   | Adversaire Résultat | Adversaire Résultat | Adversaire Résultat | Adversaire Résultat | Rang     |
| --------------- | -------------- | -------------------- | --------------------- | ------------------- | ------------------- | ------------------- | ------------------- | -------- |
| Maysa Pardayeva | Moins de 57 kg | Cai Victoire 10 - 00 | Silva Défaite 00 - 10 | Éliminée            | Éliminée            | Éliminée            | Éliminée            | Éliminée |

### Natation
| Athlète       | Épreuve          | Séries  | Séries | Demi-finales | Demi-finales | Finale  | Finale  |
| Athlète       | Épreuve          | Temps   | Rang   | Temps        | Rang         | Temps   | Rang    |
| ------------- | ---------------- | ------- | ------ | ------------ | ------------ | ------- | ------- |
| Musa Zhalayev | 100 m nage libre | 52 s 29 | 61e    | Éliminé      | Éliminé      | Éliminé | Éliminé |

| Athlète        | Épreuve   | Séries        | Séries | Demi-finales | Demi-finales | Finale   | Finale   |
| Athlète        | Épreuve   | Temps         | Rang   | Temps        | Rang         | Temps    | Rang     |
| -------------- | --------- | ------------- | ------ | ------------ | ------------ | -------- | -------- |
| Aynura Primova | 100 m dos | 1 min 10 s 17 | 35e    | Éliminée     | Éliminée     | Éliminée | Éliminée |